# Генма-Дай-Васький автономний повіт
23°32′13″ пн. ш. 99°24′08″ сх. д. / 23.53699° пн. ш. 99.40223° сх. д.
Генма-Дай-Васький автономний повіт (кит. 耿马傣族佤族自治县, пін. Gĕngmă Dăizú Wăzú Zìzhìxiàn) — один із повітів КНР у складі префектури Ліньцан, провінція Юньнань. Адміністративний центр — містечко Генма.

## Географія
Генма-Дай-Васький автономний повіт лежить на висоті близько 1100 метрів над рівнем моря на південь від пасма Гендуаншань.

### Клімат
Повіт знаходиться у зоні, котра характеризується океанічним кліматом субтропічних нагір'їв. Найтепліший місяць — червень із середньою температурою 23,7 °C. Найхолодніший місяць — січень, із середньою температурою 12,3 °С.
| Клімат повіту Генма-Дай-Ва | Клімат повіту Генма-Дай-Ва | Клімат повіту Генма-Дай-Ва | Клімат повіту Генма-Дай-Ва | Клімат повіту Генма-Дай-Ва | Клімат повіту Генма-Дай-Ва | Клімат повіту Генма-Дай-Ва | Клімат повіту Генма-Дай-Ва | Клімат повіту Генма-Дай-Ва | Клімат повіту Генма-Дай-Ва | Клімат повіту Генма-Дай-Ва | Клімат повіту Генма-Дай-Ва | Клімат повіту Генма-Дай-Ва | Клімат повіту Генма-Дай-Ва |
| Показник                   | Січ.                       | Лют.                       | Бер.                       | Квіт.                      | Трав.                      | Черв.                      | Лип.                       | Серп.                      | Вер.                       | Жовт.                      | Лист.                      | Груд.                      | Рік                        |
| Середній максимум, °C      | 22,7                       | 24,6                       | 27,7                       | 29,5                       | 29,5                       | 28,7                       | 27,9                       | 28,8                       | 28,6                       | 27                         | 24,3                       | 22,1                       | 26,8                       |
| Середня температура, °C    | 12,3                       | 14,8                       | 18,6                       | 21,4                       | 23                         | 23,7                       | 23,4                       | 23,5                       | 22,5                       | 20,4                       | 16,2                       | 12,6                       | 19,4                       |
| Середній мінімум, °C       | 4,9                        | 7,2                        | 10,9                       | 14,8                       | 18,1                       | 20,5                       | 20,6                       | 20,4                       | 19                         | 16,4                       | 11,1                       | 6,5                        | 14,2                       |
| Норма опадів, мм           | 9.1                        | 16.4                       | 19.6                       | 54.6                       | 145.3                      | 200.4                      | 251.8                      | 214.4                      | 179.9                      | 137.5                      | 71.2                       | 15.4                       | 1315.6                     |
| Вологість повітря, %       | 73                         | 66                         | 58                         | 61                         | 71                         | 81                         | 85                         | 84                         | 83                         | 83                         | 81                         | 79                         | 75.4                       |
| -------------------------- | -------------------------- | -------------------------- | -------------------------- | -------------------------- | -------------------------- | -------------------------- | -------------------------- | -------------------------- | -------------------------- | -------------------------- | -------------------------- | -------------------------- | -------------------------- |
| Джерело: data.cma.cn       |                            |                            |                            |                            |                            |                            |                            |                            |                            |                            |                            |                            |                            |